# دوري أبطال أوقيانوسيا 2020
دوري أبطال أوقيانوسيا 2020 هو الموسم رقم 19 من دوري أبطال أوقيانوسيا .
```
تم تعليق البطولة في مارس 2020 بعد دور المجموعات بسبب 
جائحة فيروس كورونا 2019–20
 وفي 4 سبتمبر 2020 أعلن 
اتحاد أوقيانوسيا لكرة القدم
 عن إلغاء الادوار الاقصائيه بسبب قيود السفر الناجمه عن الجائحة ولن يتم منح أي فريق بالبطولة.
[
1
]
```

تم التاكيد بان فريق أوكلاند سيتي هو الممثل للقاره في بطوله كأس العالم للأندية 2020 المقامة في قطر بعد قرار من اللجنة التنفيذية لأوقيانوسيا، بناءً على المبادئ ضمن لوائح المنافسة لدوري أبطال أوقيانوسيا التي وضعت ترتيبًا لكل فريق بعد دور المجموعات، والذي تصدرته أوكلاند سيتي 
في 15 يناير 2021 أعلن الفيفا أن أوكلاند سيتي قد انسحب من بطوله كأس العالم للأندية 2020 بسبب إجراءات الحجر الصحي من قبل السلطات النيوزيلندية مما يعني أنه لم يتنافس أي ممثل من أوقيانوسيا في البطولة.
كان فريق هينجين سبورت هو حامل اللقب لكن تم إقصاؤه من دور المجموعات.

## الفرق المتأهله
دخلت البطولة 18 فريقا من جميع الأتحادات ال11
- تم منح الاتحادات السبع المتقدمة (فيجي، كاليدونيا الجديدة، نيوزيلندا، بابوا غينيا الجديدة، جزر سليمان، تاهيتي، فانواتو) فريقان لكل منهما في مرحلة المجموعات
- تم منح الاتحادات النامية الأربعة (ساموا الأمريكية، جزر كوك، ساموا، تونجا) فريق واحدًا لكل منها في مرحلة التصفيات، مع تقدم الفائزين والوصيفين إلى دور المجموعات.